# Чуфлешть
Чуфлешть (рум. Ciuflești) — село в Каушанском районе Молдавии. Относится к сёлам, не образующим коммуну.

## История
Село ранее носило название Акуй. В середине XIX века переименовано в Чуфлешты в честь его владельцев — купеческой семьи Чуфли.

## География
Село расположено на высоте 149 метров над уровнем моря.
В селе находится станция железной дороги (направление Кишинёв — Бессарабка). Есть регулярное автобусное сообщение с Кишинёвом.

## Население
По данным переписи населения 2004 года, в селе Чуфлешть проживает 1319 человек (675 мужчин, 644 женщины).
Этнический состав села:
| Национальность | Число жителей | Процентный состав |
| -------------- | ------------- | ----------------- |
| молдаване      | 1295          | 98,18             |
| русские        | 7             | 0,53              |
| румыны         | 7             | 0,53              |
| гагаузы        | 6             | 0,45              |
| украинцы       | 3             | 0,23              |
| прочие         | 1             | 0,08              |
| Всего          | 1319          | 100 %             |